# Riu Ucayali
El riu Ucayali és un dels principals rius del Perú i forma part del curs principal del riu Amazones amb els seus 1.600 km de longitud.

## Geografia
S'origina al departament d'Ucayali, prop de Raymondi, per la unió dels rius Apurímac i Urubamba, els quals neixen al sector meridional dels Andes del Perú. Flueix pel nord del país fins que, a prop de Yucuruche, conflueix amb el riu Marañón per a formar l'Amazones.
Se'n distingeixen dues zones:
- L'Alt Ucayali: s'estén des del seu origen a Atalaya fins a la desembocadura del riu Pachitea. Fa el seu recorregut per la Plana Amazònica, a través d'un llit amb molts meandres i que es troba exposat a canvis sobtats de cabal.[1]
- El Baix Ucayali: s'estén entre la desembocadura del riu Pachitea i la seua confluència amb el riu Marañón per formar el riu Amazones. És en aquest tram on estan ubicats els ports de Pucallpa (considerat com el segon port fluvial del Perú i terminal de la Carretera Central), Cotamana i Requena, tots ells emplaçats en àrees elevades en relació amb la resta de la Plana Amazònica.

El riu es bifurca al nord del paral·lel 6º de latitud Sud: el canal de l'esquerra es diu Puinahua i és el tram escollit per a navegar les embarcacions. Les dues bifurcacions tornen a ajuntar-se al sud del paral·lel 5º de latitud Sud.

### Afluents
Entre els seus afluents destaquen els rius Cohenga, Tahuania, Sheshea, Tamaya, Tapiche, Pachitea, Blanco, Urubamba, Tambo, Perené, Ene, Mantaro, Apurímac i Aguaytía.

## Fauna
Entre altres espècies, s'hi troben el dofí de l'Amazones (Inia geoffrensis), la llúdria gegant (Pteronura brasiliensis) i el manatí amazònic (Trichechus inunguis).

## Aspectes històrics
Diversos grups amerindis (com ara els shipibo-conibo, els asháninkas, els culina i els yaminahua) ja habitaven la seua conca abans de l'arribada dels espanyols l'any 1557.

## Activitat econòmica
Des de temps immemorials ha estat el mitjà de comunicació vital del territori per on passa i, avui dia, és la connexió directa més important amb la ciutat d'Iquitos. El 80% del seu curs és navegable per a les embarcacions de fins a tres mil tones, les quals són emprades per a traslladar comerciants, mercaderies, vilatans i animals. Els seus principals ports es troben a les ciutats de Pucallpa (és navegable a partir d'ací), Contamana i Requena.